# ریزسیال‌شناسی در زیست‌شناسی شیمیایی
ریزسیال‌شناسی در زیست‌شناسی شیمیایی در واقع همان کاربرد ریز سیال‌شناسی در مطالعهٔ زیست شیمی است.
با توجه به ابعاد فیزیکی آن، ریزسیال‌شناسی هم سکویی منحصر به فرد برای به‌کارگیری ابزارهای زیست شیمیایی فراهم می‌کند و خود نیز می‌تواند به عنوان یک ابزار در این زمینه مورد استفاده قرار گیرد. رشتهٔ میکروفلوئیدیک که به عنوان هدایت مایع‌ها از میان کانال‌هایی با سایز میکرون تعریف می‌شود، طی بیست سال گذشته به‌طور گسترده‌ای مورد مطالعه قرار گرفته است و دانش بسیاری در رابطه با چگونگی رفتار مایع‌ها در این مقیاس به دست آمده است. به این ترتیب با استفاده از این دانش می‌توان از نمونه‌های بیولوژیکی به طریقی استفاده کرد که توسط روش‌های با ابعاد استاندارد نمی‌توان به آن دست یافت.

## مزایا
مزیت‌های اصلی در ارتباط با کوچک‌سازی حجم نمونه‌ها با توجه به کاربرد زیست شیمی است که شامل توانایی انجام آزمایش‌های high-throughput از طریق استفاده از یک نمونه کوچک، شیوه مجزا کردن سلول‌ها، تقویت کردن و نمایان ساختن وقایع نادر از یک ترکیب پیچیده، و منابع برای ایجاد استرس در محیط یک نمونهٔ سلولی در مقیاس خود سلولی است. از طریق این توانایی‌ها، قادر هستند تا از ریز سیال‌ها برای تشکیل پروتئین‌های متبلور، انجام واکنش‌های زنجیره ای پلیمراز، تعیین توالی دی ان ای، مطالعهٔ بیان پروتئین در یک سلول منفرد، ایجاد تغییر در روند رشد جنینی، کشت سلولی و همچنین بسیاری از مطالعات بیولوژیکی مهم دیگر استفاده کنند.
یک ویژگی منحصر به فرد که از کوچک‌سازی نمونه رگ به دست می‌آید، افزایش بدیهی نسبت سطح به حجم است. این ویژگی‌های اصلی آزمایش‌های میکروفلوئیدیک می‌تواند به مزایای استفاده از آن‌ها منجر شود یا می‌تواند پالایش بیشتر تکنیک آزمایشی را ضروری سازد. در بعضی موارد اینکه قادر باشیم مولکول‌های مورد نظر را به رابط بین دو فاز هدایت کنیم مطلوب است. در این مورد سطح افزایش یافته نسبت به حجم کلی واکنش به موفقیت در طرح آزمایشی منجر می‌شود. در برخی موارد دیگر باید از مهاجرت مولکول‌ها به سطح جلوگیری شود. رایج‌ترین مثال در این باره، میل طبیعی مولکول‌های پروتئینی برای جذب سطحی در سطح مشترک بین هوا و آب یا روغن و آب است. برای اینگونه کاربردها ضروری است که سطوح مشترک با یک سورفاکتانت یا برخی افزودنی‌های شیمیایی اصلاح شوند تا از اثرات ناخواسته جلوگیری شود.

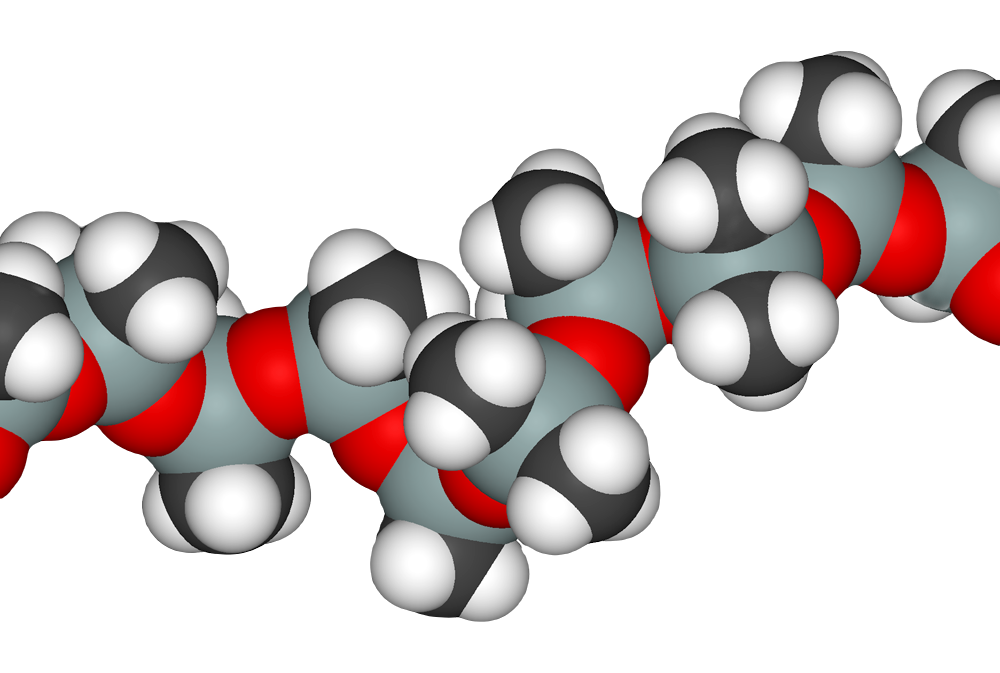
PDMS، رایج‌ترین ماده به‌کاررفته در ساخت دستگاه‌های میکروفلوئیدیک

## مواد
توانایی طراحی و ساخت دستگاه‌ها برای انجام آزمایش‌های میکروفلوئیدیک با استفاده از راه‌های اثبات‌شده به سودمندی مطالعه زیست‌شناسی شیمیایی با میکروفلوئیدیک منجر می‌شود. رایج‌ترین ماده به‌کاررفته برای ساخت دستگاه، پلی دی متیل سیلوکسان (PDMS) است. این ماده به علت خواص سازگار آن با سیستم‌های بیولوژیکی محبوب‌ترین ماده بین پژوهشگران بوده است. این ویژگی‌ها شامل قابلیت نفوذپذیری نسبی آن به اکثر مواد، قابلیت عبور اشعه ماورای بنفش و نور مرئی از آن، خاصیت انعطاف‌پذیری و تراوایی آن نسبت به گازها می‌شوند. علاوه بر آن، سطوح PDMS این قابلیت را دارند که بشود آن‌ها را با توجه به کاربرد مورد نظر به صورت آب دوست یا آب گریز درآورد. این خاصیت تطبیق پذیری به PDMS اجازه می‌دهد تا در تمام کاربردهای میکروفلوئیدیک استفاده شود. علی‌رغم کاربردها گستردهٔ آن، مثال‌هایی وجود دارد که در آن مواد دیگری ترجیح داده می‌شوند. هنگامی که PDMS مطلوب نیست، شیشه جایگزین رایجی است. لیتوگرافی نرم مرسوم‌ترین روش برای ساختن دستگاه با استفاده از PDMS است. این تکنیک نسبتاً کم هزینه است و تقریباً می‌تواند برای ساخت هر سازه ای دز آزمایش‌ها میکروفلوئیدیک به کاربرده شود.

## برنامه‌های کاربردی
با توجه به ماهیت آزمایش مورد نظر، روشی که در آن مایعات دستکاری می‌شوند و تعداد فازهای حاضر با جریان مایع، می‌تواند متفاوت باشد. عدد رینولدز تعیین می‌کند که آیا جریان مایع لامینار است یا یا توربولنت. در جریان لامینار، تبادل مایعات حل‌شدنی که موازی یکدیگر جریان دارند، به دلیل انتشاراست و بنابراین آهسته صورت می‌گیرد. این ویژگی‌ها تحت کنترل درآورده شده‌اند تا یک شیب ثابت از مولکول‌های کوچک در جریان مایع ایجاد کنند. به جای استفاده از یک فاز مایع تنها، می‌شود از دو فاز مایع استفاده کرد تا قطرات کوچک (dropletها) را تولید کرد. رایج‌ترین روش برای برای تولید dropletها شامل جاری شدن یک جریان آبی عمود بر یک جریان روغنی است. هنگامی که این دو جریان در یک سه راهی به هم می‌رسند، dropletهای یک شکل و دارای آب به طرزی شکل می‌گیرند که از اطراف توسط یک فاز روغنی احاطه شده‌اند. با توجه به شکل هندسی دستگاه میکروفلوئیدیک، علاوه بر سرعت جریان‌های استفاده شده dropletها می‌توانند با استفاده از یک دستگاه متمرکز بر جریان شکل داده شوند.
میکروفلوئیدیک توانایی وسیعی برای مطالعهٔ مولکول‌های تنها دارد. برای پیدا کردن مولکول‌های منفرد، اغلب ضروری است تا سیگنال مورد نظر تقویت شود. در اکثریت راه حل‌ها، سیگنالی تقویت‌شده از یک مولکول تنها، به‌طور پیوسته ضعیف می‌شود تا به زیر محدودیت تشخیص تقریباً همهٔ فلوئورسازه‌ها یا دیگر سیگنال‌های خوانده شده برسد. اگرچه در مقیاس‌های کوچک که توسط میکروفلوئیدیک ارائه شده، تقویت یک سلول منفرد به بازه ای از هر حجمی بین نانولیتر و پیکولیتر محدود خواهد شد. یک سیگنال تقویت‌شده این توانایی را دارد که تا شدتی بالاتر از محدودیت تشخیص در این حجم‌های کوچک رشد کند؛ بنابراین امکان مطالعه روی یک سلول منفرد را برای ما فراهم می‌کند. تنوع در طراحی دستگاه میکروفلوئیدیک و اجرای آزمایشی در ترکیب با مزایای منحصر به فرد در رابطه با اندازهٔ میکروفلوئیدیک، امکانات بیشماری را در کابرد آن به عنوان یک ابزار در زیست‌شناسی شیمیایی فراهم می‌کند.
با پیشرفت تکنولوژی نانوفلوئیدیک، توانایی‌های ترکیب‌شدهٔ میکروفلوئیدیک و نانوفلوئیدیک، می‌تواند چارچوب لازم برای کشفیات زیست‌شناختی مهم را با استفاده از ابزارهای زیست شیمیایی فراهم کند.